# Trzebyczka (osada leśna)
Trzebyczka – osada leśna w Polsce, położona w województwie śląskim, w powiecie zawierciańskim, w gminie Łazy.